# Франсуаза Дольто
Франсуа́за Дольто́ (фр. Françoise Dolto; фр.: [dɔl'to] ; 1908—1988) — французький педіатр і психоаналітик.

## Біографія
Француаза Дольто народилась в сім'ї консерваторів-традиціоналістів у Парижі. Її мати, Сюзанна Деммлер, була дочкою інженера, а батька Анрі Маретт — інженером-політехніком, який пізніше став промисловцем. Француаза була четвертою дитиною з семи у сім'ї Дольто.
У дитячі роки Француази за нею часто доглядала її няня з Ірландії. Вкрай традиційне виховання Дольто, яке Елізабет Рудинеско охарактеризувала як «дуже католицьке, ультраправе», відображало цінності Шарля Морраса. Її особистий тьютор керувався методами Фрідріха Фройбеля.
Коли Франсуазі Дольто було вісім, її дядько і хрещений батько П'єр Деммлер загинув у Першій світовій війні. Коли дівчинці виповнилось дванадцять, від хвороби померла її старша сестра Жаклін, улюблениця матері. Тоді її мати впала у тяжку депресію і звинуватила Франсуазу в тому, що вона не молилася за життя сестри достатньо наполегливо. Мати Француази була впевнена, що у дівчини немає інших перспектив окрім одруження, і тому заборонила їй продовжувати навчання. У шістнадцять років Франсуазі довелося вступити у конфронтацію з матір'ю, яка не хотіла, щоб дівчина отримала ступінь бакалавра, тому що потім не зможе одружитися. Тим не менше, Дольто навчалась у Ліцеї Molière в Парижі, де вивчала філософію в 1924—1925 роках. У 1930 році вона отримала ступінь медсестри, а ще через рік вона почала вивчати медицину разом із братом Філіпом, «оплачуючи навчання грошима, які вона заробляє».
Мішель Фуко назвав Дольто однією з визначних підписанток французької петиції 1977 року проти законів про вікову згоду .

## Психоаналіз
У 1932 році Марк Шлюмбергер познайомив Долто з психоаналітиком Рене Лафорг, який вже почав проводити терапію з її братом Філіпом роком раніше. Таким чином вона долучилась до становлення французького фрейдизму. Наприкінці лютого 1934 року вона розпочала трирічну терапію з Рене Лафоргом, що значно вплинуло на її життя, допомагаючи звільнитись від неврозу — щодо її освіти, походження та депресивної матері. Лафорг виявив, що Долто має здатність до терапії, і порадив їй стати психоаналітиком. Спочатку вона відкинула цю ідею на користь того, щоб присвятити себе медицині.

## Праці
- Psychanalyse et pédiatrie, медична дисертація, 1971
- Le Cas Dominique, Éditions du Seuil (éd. Du Seuil), Париж, 1971; англ. Домінік: Аналіз підліткової, сувенірної преси, 1974 рік
- L'Évangile au risque de la psychanalyse (інтерв'ю Жерара Северіна, філософа, теолога, психаналіста), ед. fr , 1977
- Au jeu du désir, éd. du Seuil, Париж, 1981 рік
- Séminaire de psychanalyse d'enfants (куп . Луї Калдагес), ед. du Seuil, Париж, 1982 р., ISBN 2-02-006274-7
- Sexualité féminine, éd. Scarabée / AM Métailié, 1982
- L'image inconsciente du corps, éd. du Seuil, Париж, 1984 р. ISBN 2-02-018302-1
- Séminaire de psychanalyse d'enfants (куп . Жан-Франсуа де Соверзак), ед. du Seuil, Париж, 1985 р., ISBN 2-02-008980-7
- Самотність, ед. Вертіж, Париж, 1985 р., ISBN 2-86896-026-X
- La Cause des enfants, ед. Роберт Лаффон, Париж, 1985 р., ISBN 2-221-04285-9
- Enfances, Париж, 1986 рік
- Libido féminine, éd. Каррер, Париж, 1987 рік
- L'Enfant du miroir (з Хуаном Девідом Насіо), ед. Річки, Париж, 1987 р., ISBN 2-86930-056-5
- La Cause des підлітків, ед. Роберт Лаффон, Париж, 1988 р
- Quand les батьків se séparent (coop. Inès de Angelino), ед. du Seuil, Париж, 1988 р., ISBN 2-02-010298-6 ; англ. Коли батьки розлучаються, David R Godine Pub, 1997
- L'Échec scolaire, éd. Vertiges du Nord, 1989
- Autoportrait d'une psychanalyste, éd. du Seuil, Париж, 1989
- Паролі заливають підлітків ou le complexe du homard, éd. Хеттьє, 1989
- Lorsque l'enfant paraît, éd. du Seuil, Париж, 1990 рік
- Les Étapes majeures de l'enfance, éd. Галімар, Париж, 1994
- Les Chemins de l'éducation, ед. Галімар, Париж, 1994
- La Difficulté de vivre, éd. Галімар, Париж, 1995
- Tout est langage, éd. Галімар, Париж, 1995
- Le sentiment de soi: aux джерела de l'image et du corps, éd. Галімар, Париж, 1997
- Le Féminin, ед. Галімар, Париж, 1998
- La negue et l'océan: séminaire sur les pulsions de mort (1970—1971), ед. Галімар, Париж, 2003
- Lettres de jeunesse: листування, 1913—1938, ед. Галімар, Париж; відроджений і розширений у 2003 році, ISBN 2-07-073261-4
- Відповіді Une vie de : 1938—1988, ед. Галімар, Париж, 2005 р., ISBN 2-07-074256-3
- Une psychanalyste dans la cité. L'aventure de la Maison verte , éd. Галімар, Париж, 2009 р., ISBN 978-2-07-012257-8

## Переклади українською
- Франсуаза Дольто. Боротьба за дитину: Як уникнути стереотипів і штампів виховання. Пер. з французької Андрій Рєпа. — Харків: Клуб сімейного дозвілля, 2018—672 с.